# Люти, Каролина
Каролина Люти (нем. Carolina Lüthi; 11 февраля 1972, Люцерн, Швейцария) — швейцарская гребчиха и велосипедистка, участница двух летних Олимпийских игр, бронзовая призёрка чемпионата Европы 2006 года в Омниуме.

## Спортивная биография
Каролина Люти родилась в 1972 году в Люцерне, здесь же она и начала заниматься академической греблей в известном клубе RC Reuss Luzern. C 1993 года она начала выступать на взрослых международных соревнованиях. Люти несколько раз удавалось стать призёром Кубка наций, а также этапов Кубка мира. В 2000 году Люти дебютировала на летних Олимпийских играх в Сиднее. В соревнованиях двоек парных Каролина выступила вместе с Бернадетт Викки. Швейцарский экипаж в первом раунде в своём заплыве занял лишь 4-е место, отстав от лидера более, чем на 8 секунд. В дополнительной гонке швейцарки заняли последнее место и отправились в финал B. В утешительном финале экипажу из Швейцарии удалось показать хороший результат и, заняв в заплыве 1-е место, они заняли итоговую 7-ю позицию.
На летних Олимпийских играх 2004 года в Афинах Люти выступила в соревнованиях одиночек. В первом раунде, показав результат 7:49,88, заняла второе место. Тем не менее этот результат не позволил ей пройти напрямую в полуфинал. В дополнительной гонке Каролина заняла 3-е место, уступив второму менее секунды, что вновь оставило её за бортом полуфинала. В квалификационном полуфинале Люти заняла 1-е место и попала в финал C. В утешительном финале швейцарская спортсменка показала 3-й результат и заняла итоговое 15-е место. После Игр в Афинах Каролина завершила спортивную карьеру в академической гребле.
В 2006 году Люти начала свою карьеру в велоспорте. Основной специализацией для Каролины стал омниум. 2006 год стал самым успешным в карьере Люти. Швейцарской велосипедистке удалось стать бронзовой призёркой чемпионата Европы в этой дисциплине, а также стать чемпионкой Швейцарии. В 2007 году Люти повторно выиграла национальный чемпионат.

## Личная жизнь
- Отец — Ханспетер Люти — участник летних Олимпийских игр 1972 года в академической гребле[1].